# Wallerand-Léonce-Alcée Lagroy de Croutte de Saint-Martin
Wallerand-Léonce-Alcée Lagroy de Croutte de Saint-Martin (Metz, 5 juli 1812 - Toulouse, 23 oktober 1889) was een Frans generaal ten tijde van het Tweede Franse Keizerrijk.

## Biografie
Wallerand-Léonce-Alcée Lagroy de Croutte de Saint-Martin vervoegde in 1832 het Franse leger. Ten tijde van het Tweede Franse Keizerrijk diende hij in de Krimoorlog en de Tweede Italiaanse Onafhankelijkheidsoorlog.
Hij nam deel aan de repressie van de Commune in Toulouse in 1871.
Hij werd onderscheiden als commandeur in het Legioen van Eer.